# Клинівська філія Голованівського ліцею ім. Т.Г. Шевченка
Клинівська філія Голованівського ліцею ім. Т. Г. Шевченка — навчальний заклад у с. Клинове, заснований у 1885 році. Мова навчання — українська.

## Історія
В селі Клиновому в 1885 році була відкрита церковно-приходська школа. Вчителював у школі священник Чорнописький — єдина на той час грамотна людина на селі. Основними науками були Закон Божий, арифметика і чистописання. У 1912 році було відкрито дві чотирирічні земські школи. Там працювало 6 учителів.
У 1929 році відкрито дві початкових і одну семирічну школу. Загалом, у школах навчалося 510 учнів.
У 1934 році початкова школа об"єдналась із семирічною. Клинівчани з вдячністю згадують М. Д. Бухінка, П. В. Бондаренко, О. Ф. Шимка, М. Д. Закушняка, А. Г. Духового, Н. В. Соханевич, І. П. Бобирєва та інших.[уточнити]
Війна припинила навчання у школі, яка була закрита, і лише в 1944 році, після звільнення, громадськість села відбудувала зруйновані шкільні приміщення. 
У 1956 році відкрито середню школу. А у 1973 році було збудоване нове типове двоповерхове приміщення із спортивним залом та майданчиком, яке функціонує і сьогодні Клинівська філія Голованівського ліцею ім. Т. Г. Шевченка.

## Про школу
Мережа класів (станом на 30.01.19.):
- 1клас -0,
- 2клас — 10 учнів,
- 3клас — 0,
- 4клас — 5 учнів,
- 5клас — 12 учнів,
- 6клас — 8 учнів,
- 7клас — 8 учнів,
- 8клас — 3 учні,
- 9клас — 6 учнів,
- 10клас — 10 учнів,
- 11 клас -0.

ДНЗ -17 діток

## Відомі випускники
- Петровський Костянтин Остапович
- Громійчук Пелагея Тимофіївна